# Ларрі Генкін
Ларрі Генкін (англ. Larry Hankin; 31 серпня 1940) — американський актор. Протягом своєї кар'єри він зіграв значні ролі, зокрема, персонажа Чарлі Батса у фільмі "Втеча з Алькатраса" (1979), Аса у "Біжучи з пістолетом" (1986) та Карла Альфонса у "Біллі Медісон" (1995).
Ханкін також відомий за меншими ролями, такими як Доббі у фільмі "Літаком, потягом та автомобілем", сержант Ларрі Балзак у "Сам удома", містер Хеклс у "Друзях", а також Джо у серіалах "Пуститися берега" і "Ель-Каміно".
Лоренс Ханкін починав свою кар'єру в театральних постановках, де здобув визнання за свою акторську майстерність. Пізніше він перейшов у кінематограф і телебачення, де став популярним завдяки своїм запам'ятовуваним персонажам. Окрім акторської діяльності, Ханкін також працював сценаристом і продюсером.
Протягом багатьох років Ханкін з'являвся у численних телевізійних шоу та фільмах. Його роботи охоплюють різноманітні жанри, від комедій до драм.

## Раннє життя
Лоренс Аллан Ханкін народився 7 грудня 1937 року в Нью-Йорку, США. Він виріс у культурному середовищі, яке сприяло його розвитку як артиста. Ханкін отримав освіту в коледжі Муніципального університету Нью-Йорка, де вивчав театральне мистецтво. Це дало йому змогу розвивати свої акторські навички і вливатися в театральну сцену.

## Кар'єра
Лоренс Ханкін був одним із перших учасників театру Second City, де він отримав освіту у вчителів імпровізаційного театру Віоли Сполін та Пола Сіллса. У 1963 році він переїхав до Сан-Франциско, щоб спільно заснувати імпровізаційну трупу під назвою The Committee. Його перша помітна роль на екрані з'явилася в 1969 році, коли він зіграв роль Пт. Ромеро у фільмі Viva Max!
Ханкін з'являвся в популярних телевізійних шоу, таких як "Пуститися берега", "Матлок" та "Друзі", де він зіграв Містера Хеклса. Однією з його значних ролей стала участь у фільмі "Втеча з Алькатраса" (1979) разом із Клінтом Іствудом. Крім того, він брав участь у фільмах "Як солодко це!" (1968) з Деббі Рейнольдс та Джеймсом Гарнером і у комедії Адама Сендлера "Біллі Мэдісон" (1995).
Ханкін також зробив камео в трьох фільмах Джона Г'юза: "Літаком, потягом та автомобілем" (1987), "Вона має дитину" (1988) та "Сам удома" (1990). Цікаво, що в "Сам удома" також з'являвся Робертс Блоссом, з яким Ханкін грав у "Втечі з Алькатраса". Він з'явився у короткій сцені у фільмі "Красуня" (1990) в ролі орендодавця, а також виконував незначні ролі у фільмах "Вільне взуття" (1980), "Жало II" (1983) та "Певна справа" (1986).
Ханкін також з'явився у серіалі "Жити з дітьми" та в одному з Хелловінських спеціальних випусків "Покращення будинку". Він зіграв у трьох епізодах "Зоряного шляху: Вояджер" в ролі Ганта Гері та в одному епізоді "Зоряного шляху: Наступне покоління". Ханкін і Куртіс Армстронг зіграли роль хіпі-підприємців, які купили "Купи книгу" (книжковий магазин, де працює головний герой) в серіалі "Еллен".
У серіалі "Сайнфелд" Ханкін зіграв Тома Пеппера, актора, якого затвердили на роль Крамера у пілотному епізоді. Він також зіграв бездомного в п'ятому сезоні "Малколма у центрі уваги". Пізніше він знову з'явився з Браяном Кренстоном у третьому та п'ятому сезонах "Пуститися берега" в ролі власника брухту Діда Джо. Він повторив цю роль у сиквелі "Ель Каміно", що вийшов на Netflix.
Лоренс Ханкін був одним із засновників імпровізаційної групи "Комітет", яка спеціалізувалася на комедії дель арте. Ця група була заснована в 1963 році в приміщенні для гри в боулінг у районі Норт Біч у Сан-Франциско. Вона стала відомою завдяки своїм новаторським підходам до театрального мистецтва та імпровізації.
Однією з перших помітних ролей Ханкіна стала головна роль Фарлі у навчальному фільмі "Занадто жорсткий, щоб дбати", який вийшов у 1964 році. Цей фільм мав на меті навчити глядачів важливості емоційної підтримки і дбайливого ставлення один до одного.
У 1977 році Ханкін з'явився в епізоді ситкому "Пляжні безхатченки Сан-Педро" під назвою "Безхатченки проти червоних". Також він зіграв роль Міккі, бармена, в епізоді "Готель Оушенв'ю" серіалу "WKRP у Сінсіннаті", де відбулася камео-дебют доктора Джойс Бразерс у ролі "Вікі фон Вікі".
У 1980 році його короткометражний фільм "Династія Соллі" приніс йому і продюсерам фільму номінацію на премію Оскар за найкращий короткометражний ігровий фільм. Ця нагорода стала важливим досягненням у кар'єрі Ханкіна, підтвердивши його талант у кінематографії.
У 1982 році він зіграв роль ловця собак, який намагається забрати Сенді в мюзиклі "Енні". Ця роль стала частиною популярної адаптації на великому екрані класичного театрального шоу.
Ханкін також з'явився в музичному відео Джанет Джексон на її хіт "Що ти зробив для мене останнім часом", який вийшов у 1986 році, де він зіграв роль кухаря/офіціанта.
У 2021 році він взяв участь у спеціальному епізоді "Друзі: Возз'єднання", що свідчить про його тривалу популярність та вплив у сфері розваг. Ця поява привернула увагу шанувальників серіалу, які з задоволенням згадували про його участь у шоу.

## Фільмографія

### Фільми
| Рік  | Назва українською               | Оригінальна назва               | Роль                   |
| ---- | ------------------------------- | ------------------------------- | ---------------------- |
| 1964 | Занадто важко, щоб піклуватися  | Too Tough To Care               | Фарлі                  |
| 1967 | Жартівник                       | Funnyman                        | Рогер                  |
| 1968 | Твій, мій і наш                 | Yours, Mine and Ours            | Продавець продуктів    |
| 1968 | Як це солодко!                  | How Sweet It Is!                | 1-й поліцейський       |
| 1969 | Хай живе Макс!                  | Viva Max!                       | П.Т. Ромеро            |
| 1977 | Чайна ДеСад                     | China DeSade                    | Агент                  |
| 1979 | Втеча з Алькатраса              | Escape From Alcatraz            | Чарлі Баттс            |
| 1979 | Придурок                        | The Jerk                        | Циркова рука           |
| 1980 | Вільне взуття                   | Loose Shoes                     | 2-й ветеран            |
| 1980 | Вечеря Соллі                    | Solly’s Dinner                  | Іноді Джонс            |
| 1982 | Енні                            | Annie                           | Людина-кілограм        |
| 1983 | Зоряна палата                   | The Star Chamber                | Детектив Кеннет Вігган |
| 1983 | Жало II                         | The Sting II                    | Гандикап               |
| 1985 | Певна справа                    | The Sure Thing                  | Водій вантажівки       |
| 1986 | Щуролов                         | Ratboy                          | Роберт Джуелл          |
| 1986 | Біжиш з переляку                | Running Scared                  | Ейс                    |
| 1986 | Озброєний і небезпечний         | Armed and Dangerous             | Коколович              |
| 1987 | Амазонки на Місяці              | Amazon Women on the Moon        | Чоловік у пабі         |
| 1987 | Літаком, потягом та автомобілем | Planes, Trains, and Automobiles | Дубі                   |
| 1988 | У неї буде дитина               | She's Having a Baby             | Хенк                   |
| 1990 | Сам удома                       | Home Alone                      | Сержант Ларрі Бальзак  |
| 1990 | Красуня                         | Pretty Woman                    | Орендодавець           |
| 1990 | Ордер на смерть                 | Death Warrant                   | Майєрсон               |
| 1991 | Чорна Магічна Жінка             | Black Magic Woman               | Хенк Вотфілд           |
| 1992 | Ті Боун і Візл                  | T Bone N Weasel                 | Преподобний Глюк       |
| 1994 | Тінь                            | The Shadow                      | Водій таксі            |
| 1995 | Біллі Медісон                   | Billy Madison                   | Карл Альфонс           |
| 1997 | Канікули у Вегасі               | Vegas Vacation                  | Проповідник            |
| 1997 | Гроші вирішують все             | Money Talks                     | Роланд                 |
| 2000 | Незалежний                      | The Independent                 | Вільям Генрі Елліс     |
| 2003 | Ніхто нічого не знає!           | Nobody Knows Anything!          | Сліпий чоловік         |
| 2008 | Дотягніться до мене             | Reach for Me                    | Еліот                  |
| 2013 | Кров'ю і потом: Анаболіки       | Pain & Gain                     | Пастор Ренді           |
| 2015 | Прощальний кадр                 | The Parting Shot                | Аарон                  |
| 2019 | Ель Каміно                      | El Camino: A Breaking Bad Movie | Старий Джо             |
| 2021 | Бенгалія                        | Bengal                          | Хенк                   |
| 2021 | Теорія раю                      | The Eden Theory                 | Фермер Джо             |
| 2021 | Друзі: Возз'єднання             | Friends: The Reunion            | Він сам/містер Геклз   |
| 2022 | Я чую шепіт дерев               | I Hear the Trees Whispering     | Дейл                   |

### Серіали
| Рік       | Назва українською                    | Оригінальна назва              | Роль                     | Примітка   |
| --------- | ------------------------------------ | ------------------------------ | ------------------------ | ---------- |
| 1966      | Ця дівчина                           | That Girl                      | Гас                      | 1 епізод   |
| 1969      | Музична сцена                        | The Music Scene                | Він сам/господар         | 7 епізодів |
| 1978      | Вільна країна                        | Free Country                   | Невідома                 | 1 епізод   |
| 1980      | WKRP в Цинциннаті                    | WKRP in Cincinnati             | Міккі Бродхед            | 1 епізод   |
| 1981      | Барні Міллер                         | Barney Miller                  | Граф Келсо               | 1 епізод   |
| 1982      | Родинні зв'язки                      | Family Ties                    | Кишеньковий злодій       | 1 епізод   |
| 1985      | Це життя                             | It's a Living                  | Жозеп                    | 1 епізод   |
| 1985      | Блюз Хілл-стріт                      | Hill Street Blues              | Ерл Шустер               | 1 епізод   |
| 1986      | Метлок                               | Matlock                        | Клейтон Гуд              | 1 епізод   |
| 1986      | Альф                                 | ALF                            | Ендрю Семінік, грабіжник | 1 епізод   |
| 1986      | Джо Беш                              | Joe Bash                       | Ст'ю                     | 2 епізоди  |
| 1990      | Зінгер і сини                        | Singer & Sons                  | Безхатченко              | 1 епізод   |
| 1992      | Зоряний шлях: Наступне покоління     | Star Trek: The Next Generation | Танцюрист з вітром       | 1 епізод   |
| 1993      | Сайнфелд                             | Seinfeld                       | Том Пеппер               | 1 епізод   |
| 1993      | Застава фехтувальників               | Picket Fences                  | Берні Томпсон            | 1 епізод   |
| 1994      | Одружені... з дітьми                 | Married... with Children       | Марі                     | 1 епізод   |
| 1994      | Шоу Джорджа Карліна                  | The George Carlin Show         | Крні                     | 1 епізод   |
| 1994–1996 | Друзі                                | Friends                        | Містере Геклз            | 5 епізодів |
| 1995      | Зоряний шлях: Вояджер                | Star Trek: Voyager             | Ґонт Ґері                | 3 епізоди  |
| 1996      | Благоустрій будинку                  | Home Improvement               | Ларі                     | 1 епізод   |
| 1996      | Еллен                                | Ellen                          | Ларі                     | 1 епізод   |
| 1997      | Ліжечко Клода                        | Claude's Crib                  | Ейл                      | 1 епізод   |
| 2005      | Джоан з Аркадії                      | Joan of Arcadia                | Бездомний Бог            | 1 епізод   |
| 2006      | Мене звати Ерл                       | My Name is Earl                | Том Спаркс               | 1 епізод   |
| 2010–2012 | Пуститися берега                     | Breaking Bad                   | Старий Джо               | 2 епізоди  |
| 2016      | Поганий інтернет                     | Bad Internet                   | Він сам                  | 1 епізод   |
| 2018      | Баррі                                | Barry                          | Стовка                   | 1 епізод   |
| 2018      | Чарівні пригоди у шухляді для сміття | Junk Drawer Magical Adventures | Чарівний Ел              | 1 епізод   |
| 2019      | Кошики                               | Baskets                        | Гробовщик                | 1 епізод   |

### Музичні кліпи
| Рік  | Виконавець     | Пісня                              | Роль           |
| ---- | -------------- | ---------------------------------- | -------------- |
| 1986 | Джанет Джексон | "What Have You Done for Me Lately" | Кухар/Офіціант |
| 1992 | Реба МакЕнтайр | "Take It Back"                     | Адвокат        |